# Ariston z Keos
Ariston z Keos (gr. Ἀρίστων ὁ Κεῖος, III w. p.n.e.) – urodzony w Julidzie na Keos, hellenistyczny filozof perypatetycki. Uczeń Likona, po którym objął kierownictwo Perypatu. Zainteresowany był m.in. charakterologią. Jego filozofia (według świadectwa Cycerona) cechowała się elegancją, lecz była słaba spekulatywnie.